# Mariana Ochoa
Mariana Ochoa (Ciudad de México, 19 de febrero de 1979) es una actriz, cantante, conductora y empresaria mexicana. Perteneció al grupo La Onda Vaselina, que años después se convirtió en uno de los grupos de pop más exitosos de México, OV7. Con ellos permaneció hasta su separación en 2023.

## Carrera actoral

### Televisión
Después de la separación del grupo, Mariana firmó un contrato con TV Azteca para grabar tres telenovelas. Su primera telenovela fue La hija del jardinero, con un papel protagonista, al lado de Fernando Ciangherotti, José Alonso y Carlos Torres. Fue vendida a 120 países, entre ellos, Malasia, Colombia, Perú, Venezuela y España. Ella personalmente promocionó en Centroamérica, Perú, Colombia, Venezuela, Argentina, España, Grecia, Malasia e Indonesia.
A principios de 2005, Mariana protagonizó su segunda telenovela, Top Models, al lado de Rodrigo Abed y nuevamente con Fernando Ciangherotti interpretando a dos hermanas gemelas separadas de pequeñas, con Michel Gurfi como protagonista masculino. Esta producción sólo estuvo al aire tres meses, debido al poco índice de audiencia, aunque el tema principal "Qué Importa!", interpretado por Mariana, tuvo gran éxito, mismo con el que hizo una gira de conciertos y agotó los boletos para su primera presentación como solista en el Teatro Metropolitan de la Ciudad de México.
En marzo de 2006, Mariana participó en su tercer telenovela Amor sin condiciones al lado de Marta Cristiana y Alberto Casanova. En esta producción Mariana interpretó a María Clara, una joven que se traslada a la ciudad para buscar a su amor Carlos Raúl (Alberto Casanova) esta novela se vendió a más de 70 países. El tema principal de la novela, Mal de amores fue interpretado por Mariana.
En 2007 tiene una participación especial en la telenovela Se busca un hombre interpretando a Samantha, uno de los personajes juveniles de la historia, a lado de Andrea Noli, Anette Michel y Rossana Nájera.
En Unicable, con su regreso a Televisa, conduce el programa de televisión PLAN B, producido por Yordi Rosado y Manolo Fernández, donde el grupo de OV7 habla de diferentes temas, entrevistan a gente famosa o no famosa, salen a hacer cápsulas a lugares y calles.Luego de un par de temporadas, este programa finalizó el 21 de junio de 2017.

### Teatro
En 2008 Morris Gilbert le brinda a Mariana, después de varias audiciones, la oportunidad de protagonizar esta bellísima obra, interpretando y dando voz al hermoso papel de Bella, en la temporada dentro del Teatro del Centro Cultural, alternando con sus amigos y compañeros Carlos Rivera y Mauricio Martínez, como la Bestia.
En 2009 Mariana se vuelve una pequeña niña para dar vida a uno de los bellos papeles que tiene esta tierna obra llena de risas.

### Cine
Cuando en 2005 Mariana se trasladó a Nueva York para estudiar canto y actuación, recibió una propuesta de participar en una película de Lorenzo Lamas, Chinaman’s Chance: America’s Other Slaves.
En 2007 participó en el doblaje para la película animada Valentino y El Clan del Can para la productora Alpamayo Entertainment de Perú, en la que interpreta a una perra French Poodle llamada Bianca al lado de Christian Meier, antes de haber salido a la venta su segundo disco.
Mariana en 2008 es invitada a participar dentro del DVD de esta película, interpretando la canción y video originales de este DVD.

## Carrera musical
Fue miembro del grupo OV7 hasta 2003, con varios éxitos en México, en su carrera de solista, Mariana ha grabado dos álbumes, uno con EMI Music en 2004 (Yo Soy) y su próximo disco (Luna Llena) salió a la venta el 21 de septiembre de 2007 con Warner Music.
Después de 10 años separados, OV7 regreso en el 2010, con el álbum Primera Fila de Sony Music. Han sacado más álbumes con esta misma disquera y hasta la fecha siguen juntos, logrando las giras más exitosas mexicanas, primero con OV7-Kabah con más de 100 conciertos y 25 Auditorios Nacionales vendidos. Y ahora 90s Pop Tour, compartiendo con grandes talentos como Alex Syntek, Erik Rubin, JNS, Caló, Litzy, The Sacados y Fey.

## Otros proyectos
En 2005 Mariana es invitada a modelar dentro de MTV Fashionista. El 19 de febrero de 2009 Mariana Ochoa posa totalmente desnuda en la revista H Extremo. Mariana, comenzó su canal de YouTube en mayo de 2017 "Sin Filtros".

## Discografía
Álbumes de estudio
- 2004: Yo soy
- 2007: Luna Llena